# Ji Yeon Kim
Ji Yeon Kim (Incheon, 18 de outubro de 1989) é uma lutadora sul-coreana de artes marciais mistas, atualmente competindo no peso mosca feminino do Ultimate Fighting Championship.

## Início
Kim nasceu e foi criada em Incheon, na Coreia do Sul. Ela começou a treinar artes marciais na oitava série após assistir a uma luta de kickboxing na televisão.

## Carreira no MMA

### Ultimate Fighting Championship
Kim fez sua estreia no UFC em 17 de junho de 2017 contra Lucie Pudilová no UFC Fight Night: Holm vs. Correia. Ela perdeu por decisão unânime.
Kim em seguida enfrentou Justine Kish em 27 de janeiro de 2018 no UFC on Fox: Jacaré vs. Brunson 2. Ela venceu por decisão dividida.
Sua terceira luta veio em 23 de junho de 2018 no UFC Fight Night: Cowboy vs. Edwards contra Melinda Fábián. Ela venceu por decisão dividida.
Kim enfrentou Antonina Shevchenko em 30 de novembro de 2018 no The Ultimate Fighter: Heavy Hitters Finale. Ela perdeu a luta por decisão dividida.
Kim enfrentou Nadia Kassem em 5 de outubro de 2019 no UFC 243: Whittaker vs. Adesanya. Ela venceu por nocaute técnico no segundo round.

## Cartel no MMA
| Cartel no MMA   |            |            |
| 17 lutas        | 9 vitórias | 6 derrotas |
| Por nocaute     | 2          | 0          |
| Por finalização | 3          | 0          |
| Por decisão     | 4          | 6          |
| Empates         | 2          | 2          |

| Res.    | Cartel | Oponente            | Método                              | Evento                                     | Data       | Round | Tempo | Local                        | Notas                                                  |
| ------- | ------ | ------------------- | ----------------------------------- | ------------------------------------------ | ---------- | ----- | ----- | ---------------------------- | ------------------------------------------------------ |
| Derrota | 9-6-2  | Joselyne Edwards    | Decisão (dividida)                  | UFC 277: Peña vs. Nunes 2                  | 16/04/2022 | 3     | 5:00  | Dallas, Texas                |                                                        |
| Derrota | 9-5-2  | Priscila Cachoeira  | Decisão (unânime)                   | UFC Fight Night: Makhachev vs. Green       | 26/02/2022 | 3     | 5:00  | Las Vegas, Nevada            | Luta da Noite.                                         |
| Derrota | 9-4-2  | Molly McCann        | Decisão (unânime)                   | UFC Fight Night: Brunson vs. Till          | 04/09/2021 | 3     | 5:00  | Las Vegas, Nevada            | Luta da Noite.                                         |
| Derrota | 9-3-2  | Alexa Grasso        | Decisão (unânime)                   | UFC Fight Night: Smith vs. Rakić           | 29/08/2020 | 3     | 5:00  | Las Vegas, Nevada            |                                                        |
| Vitória | 9–2–2  | Nadia Kassem        | Nocaute (soco no corpo)             | UFC 243: Whittaker vs. Adesanya            | 05/10/2019 | 2     | 4:59  | Melbourne                    | Luta no Peso Casado (128 lbs); Kim não bateu o peso.   |
| Derrota | 8–2–2  | Antonina Shevchenko | Decisão (unânime)                   | The Ultimate Fighter: Heavy Hitters Finale | 30/11/2018 | 3     | 5:00  | Las Vegas, Nevada            | Luta no Peso Casado (130.5 lbs); Kim não bateu o peso. |
| Vitória | 8–1–2  | Melinda Fábián      | Decisão (dividida)                  | UFC Fight Night: Cowboy vs. Edwards        | 23/06/2018 | 3     | 5:00  | Kallang                      |                                                        |
| Vitória | 7–1–2  | Justine Kish        | Decisão (dividida)                  | UFC on Fox: Jacaré vs. Brunson 2           | 27/01/2018 | 3     | 5:00  | Charlotte, Carolina do Norte | Estreia no Peso Mosca.                                 |
| Derrota | 6–1–2  | Lucie Pudilová      | Decisão (unânime)                   | UFC Fight Night: Holm vs. Correia          | 17/06/2017 | 3     | 5:00  | Kallang                      |                                                        |
| Vitória | 6–0–2  | Tao Li              | Finalização (mata-leão)             | Top FC 13                                  | 05/11/2016 | 2     | 1:30  | Seoul                        |                                                        |
| Vitória | 5–0–2  | Jin Tang            | Decisão (unânime)                   | Kunlun Fight - CageFightSeries 5           | 22/05/2016 | 3     | 5:00  | Seoul                        |                                                        |
| Vitória | 4–0–2  | Takayo Hashi        | Decisão (unânime)                   | Jewels 9                                   | 29/08/2015 | 3     | 5;00  | Tókio                        | Ganhou o Cinturão Peso Galo Feminino do Jewels.        |
| Vitória | 3–0–2  | Hatice Ozyurt       | Finalização (chave de braço)        | Road FC 23                                 | 02/05/2015 | 2     | 1:14  | Seoul                        |                                                        |
| Vitória | 2–0–2  | Miki Miyauchi       | Nocaute técnico (joelhadas e socos) | Gladiator 81                               | 01/03/2015 | 2     | 0:18  | Tókio                        | Ganhou o Cinturão Peso Galo Feminondo Gladiators.      |
| Vitória | 1–0–2  | Yukimi Kamikaze     | Finalização (mata-leão)             | Road FC 18                                 | 30/08/2014 | 1     | 1:57  | Seoul                        |                                                        |
| Empate  | 0–0–2  | Takayo Hashi        | Empate (unânime)                    | Road FC: Korea vs. Japan                   | 09/03/2014 | 2     | 5:00  | Seoul                        |                                                        |
| Empate  | 0–0–1  | Shizuka Sugiyama    | Empate (majoritário)                | Deep: Cage Impact 2013                     | 24/11/2013 | 2     | 5:00  | Tókio                        | Estreia no Peso Galo.                                  |